# ᴣ
Cette page contient des caractères spéciaux ou non latins. S’ils s’affichent mal (▯, ?, etc.), consultez la page d’aide Unicode.
Le symbole petite capitale ej, (minuscule : ᴣ) est une lettre additionnelle de l’écriture latine qui est utilisée dans l’alphabet phonétique ouralien de Lagercrantz.

## Utilisation
Dans l’alphabet phonétique ouralien utilisé par Eliel Lagercrantz (fi) dans Lappischer Wortschatz publié en 1939, ‹ ᴣ › représente une consonne fricative palato-alvéolaire semi-voisée ; le ej minuscule ‹ ʒ › représentant une consonne fricative palato-alvéolaire et la petite capitale indiquant le dévoisement de celle-ci.

## Représentations informatiques
La petite capitale ej peut être représenté avec les caractères Unicode (Extensions phonétiques) suivants :
| formes    | représentations | chaînes de caractères | points de code | descriptions                               |
| --------- | --------------- | --------------------- | -------------- | ------------------------------------------ |
| minuscule | ᴣ               | ᴣ                     | U+1D23         | lettre minuscule latine petite capitale ej |